# EtherChannel
EtherChannel — технология агрегации каналов, разработанная компанией Cisco Systems. Технология позволяет объединять несколько физических каналов Ethernet в один логический для увеличения пропускной способности и повышения надёжности соединения.

## Описание
EtherChannel даёт возможность объединять от двух до восьми 100 Мбит/с, 1 Гбит/с или 10 Гбит/с портов Ethernet (все порты в канале должны иметь одинаковую скорость), работающего по витой паре или по оптоволокну, что позволяет достичь результирующей скорости до 80 Гбит/с.  Дополнительно, от одного до семи портов могут быть неактивны и включаться в работу при обрыве соединения по одному из активных портов. При отсутствии резервных портов, трафик автоматически распределяется по всем активным соединениям.
Канал может устанавливаться между маршрутизаторами, коммутаторами и сетевыми адаптерами на сервере. Все сетевые адаптеры, являющиеся частью канала, получают один MAC-адрес, что делает канал прозрачным для сетевых приложений. Балансировка трафика между портами производится на основе хеш-функции над  MAC-адресом, IP-адресом или TCP и UDP портом источника или получателя. Таким образом, в некоторых неблагоприятных случаях, весь трафик может передаваться по одному физическому соединению.
При использовании протокола STP вместе с EtherChannel, все соединения в канале рассматриваются как одно логическое и BPDU посылается только по одному из них. Специальный алгоритм позволяет выявить несоответствия, когда один из коммутаторов не сконфигурирован для работы с каналом.
При настройке EtherChannel, порты на обеих сторонах канала добавляются к нему вручную, или используется один из протоколов автоматической агрегации портов: проприетарный протокол Cisco PAgP, или описанный в стандарте IEEE 802.3ad LACP.